# Силезийско княжество
Херцогство Силезия или Княжество Силезия (на полски: Księstwo śląskie; на немски: Herzogtum Schlesien; на чешки: Slezská knížectví) е среновековно княжесто в историческата територия Силезия. Съществува от 1138 до 1335 г. със столица Вроцлав и се управлявало от силезските Пясти.

## История
Създава се през 1138 г. след разпадането на Полша на части след смъртта на херцог Болеслав III Кривоусти.
През 1249 г., след смъртта на херцог Хайнрих II се разделя за неговите синове на четири частични херцогства. След други подялби се създават множество Силизийски херцогства.
През 1335 г. полският крал Кажимеж III Велики с договора в Тренчин се отказва от Силезия в полза на Бохемия.